# Fuentes de León
Fuentes de León ist eine Gemeinde (municipio) mit 2.158 Einwohnern (Stand: 2024) im Süden der spanischen Provinz Badajoz in der Autonomen Gemeinschaft Extremadura.

## Lage
Fuentes de León liegt ca. 120 km (Fahrtstrecke) südsüdöstlich der Provinzhauptstadt Badajoz in einer Höhe von ca. 740 m. 
Das Klima im Winter ist gemäßigt, im Sommer dagegen warm bis heiß; die geringen Niederschlagsmengen (ca. 571 mm/Jahr) fallen – mit Ausnahme der nahezu regenlosen Sommermonate – verteilt übers ganze Jahr.

## Bevölkerungsentwicklung
| Jahr      | 1970 | 1981 | 1991 | 2001 | 2011 | 2021 |
| Einwohner | 3699 | 3142 | 2951 | 2732 | 2513 | 2244 |

## Sehenswürdigkeiten
- Burgruine von El Cuerno
- Franziskanerkonvent
- Marienkirche (Iglesia de Nuestra Señora de los Ángeles)

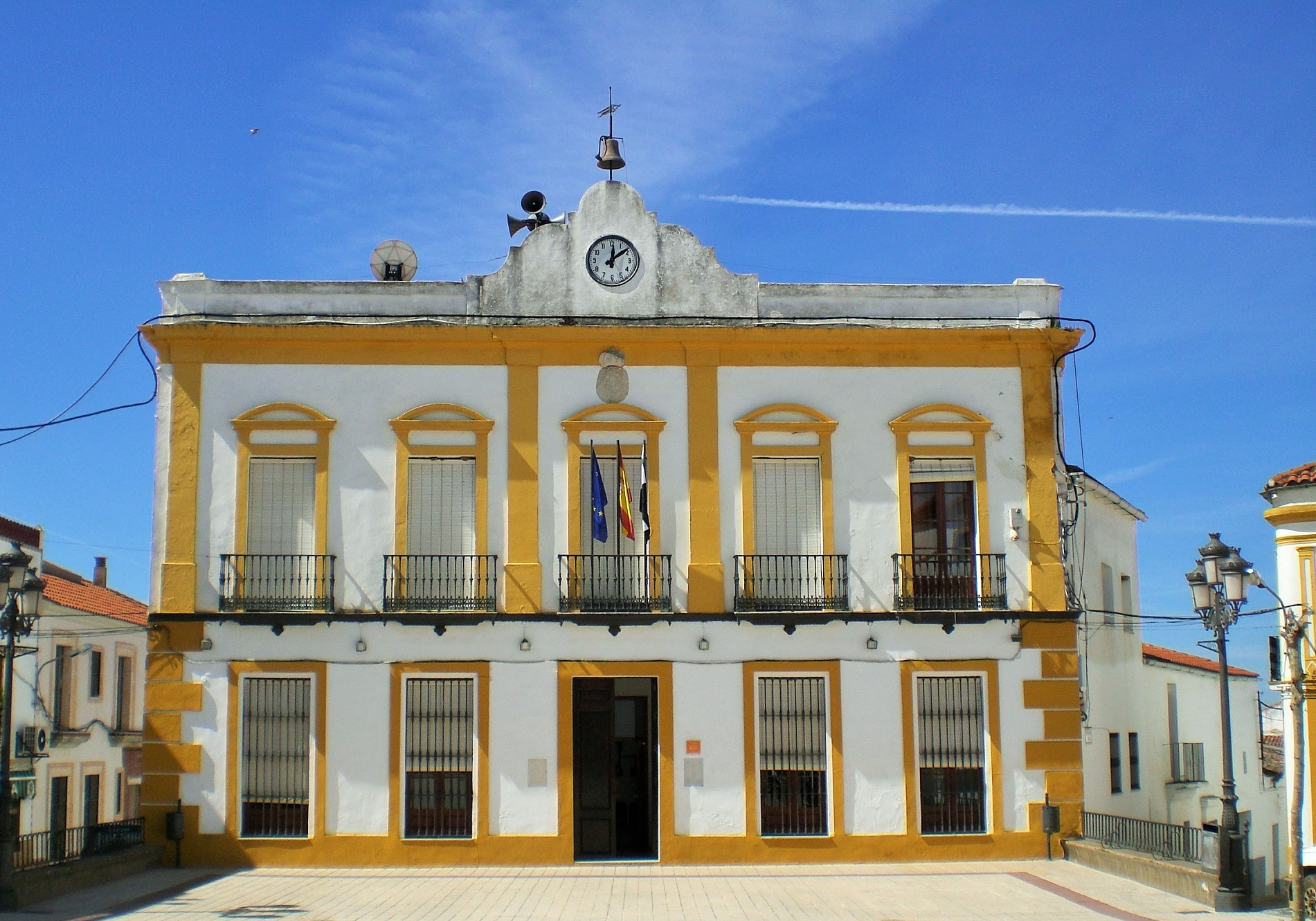
Rathaus

- Rathaus